# Gewog di Pangkhar
Il gewog di Phangkhar è uno degli otto raggruppamenti di villaggi del distretto di Zhemgang, nella regione Meridionale, in Bhutan.